# Gravelbourg
Gravelbourg es un pueblo canadiense situado en la provincia de Saskatchewan.

## Superficie
Gravelbourg tiene una superficie de 3,21 km².

## Demografía
En 2021, tenía 986 habitantes, una densidad poblacional de 307,1 hab./km², y 482 viviendas.